# シュヴィーバーディンゲン
シュヴィーバーディンゲン (ドイツ語: Schwieberdingen, ドイツ語発音: [ˈʃviːbɐdɪŋən]) は、ドイツ連邦共和国バーデン＝ヴュルテンベルク州シュトゥットガルト行政管区のルートヴィヒスブルク郡に属す町村（以下、本項では便宜上「町」と記述する）である。人口約11,000人のこの町は、郡庁所在地のルートヴィヒスブルクから約 5 km、バーデン＝ヴュルテンベルク州の州都シュトゥットガルトから約 10 km の場所にある。この町は、シュトゥットガルト地域（1992年まではミットレラー・ネッカー地域）およびシュトゥットガルト大都市圏に含まれる。
おそらく3世紀に建設されたこの町は、1304年に初めて文献に記録されている。この町は、フランドルから黒海にいたる古い交易・軍事街道沿いに位置することが特徴である。この街道は現在の連邦道 B10号線にあたる。
第二次世界大戦後、この町は根底から変化した。農業を専らとする村落から、大企業が立地する近代的な工業都市に変貌したのである。

## 地理

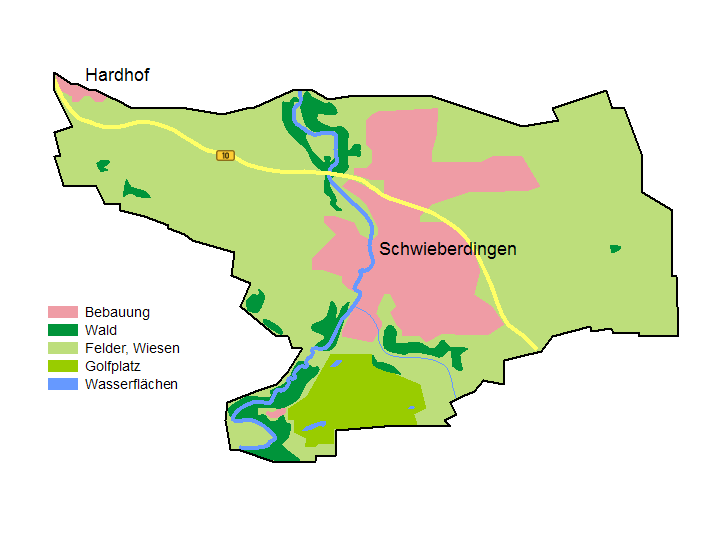
シュヴィーバーディンゲンの土地利用図。ピンクが市街地、濃い緑が森林、薄い緑が草地、その中間がゴルフ場、水色が水域である。

### 位置
シュヴィーバーディンゲンは、ネッカー盆地の南西部、黄土に覆われ、バーデン＝ヴュルテンベルク州中部の川谷によって刻まれた高地にあり、北緯49度線のやや南に位置している。
シュヴィーバーディンゲン周辺の地形は、土壌に大きな違いがある。それは地名の -berg、-grund、-tal といった末尾で識別することができる。町内を小さなグレムス川が流れている。この川は、ランゲス・フェルトやシュトローゴイの緩やかな起伏のあるムシェルカルクの土地を浸食している。グレムスタール（グレムス川の谷）には、周期的に水に浸かる草地が見られる。
シュヴィーバーディンゲンの土地の約 35 % が住宅地・交通用地で、62 % が農業に利用されている。残りは森や水面である。
この町の最高地点はカタリーネンリンデで海抜 351 m、最低地点はグレムスタールの下流側で海抜 238 m である。

### 隣接する市町村
シュヴィーバーディンゲンは、北から時計回りに以下の5市町村と境を接している: マルクグレーニンゲン、メークリンゲン、コルンタール＝ミュンヒンゲン、ヘンミンゲン、エーバーディンゲン。

### 気候
シュヴィーバーディンゲンは、西をシュヴァルツヴァルト、南をシュヴァーベン・アルプス、東をシュヴァーベン＝フランケンの森、北西をシュトロム山地やホイヒェル山地で護られたネッカー盆地南西部の穏やかな気候を特徴としている。シュヴィーバーディンゲンが属すシュトゥットガルト広域圏は、オーバーラインタール（ライン川上流の谷）とならんでドイツでもっとも温かい地域の1つである。もっとも暖かい月は7月で平均気温は 18.8℃、もっとも寒いのは1月で 1.3℃である。穏やかな気温だけでなく、長い日照時間、少ない降水量、高い頻度で無風となる低い風速も特徴である。シュヴィーバーディンゲンの平均年間降水量は 679 mm である。他の南ドイツの地方と同じように、降水の多くは夏にあり、6月と8月がもっとも降水量の多い月である。この地域では降水不足になりやすく、古くから他所の水を引く必要があった。このため、ボーデン湖水供給会社が1954年に発足した。

### 土地利用
| 土地用途別面積     | 面積 (km2) | 占有率 |
| ------------------ | ---------- | ------ |
| 住宅地および空き地 | 1.08       | 7.3 %  |
| 産業用地           | 1.01       | 6.8 %  |
| レジャー用地       | 1.06       | 7.1 %  |
| 交通用地           | 1.66       | 11.2 % |
| 農業用地           | 8.87       | 59.7 % |
| 森林               | 0.13       | 0.8 %  |
| 水域               | 0.05       | 0.4 %  |
| その他の用地       | 0.99       | 6.7 %  |
| 合計               | 14.85      |        |

州統計局の2018年現在のデータによる。

## 歴史

### 先史時代
現在のシュヴィーバーディンゲンの町域で証明されている最初の定住の痕跡は、新石器時代のものである。極めて肥沃な土壌とグレムス川の徒渉地にあることから、紀元前5000年頃から集落が形成された。バーデン＝ヴュルテンベルク州文化財庁の発掘で2つの集落が明らかとなった。専門家の間で「シュヴィーバーディンガー・グループ」と呼ばれる古い集落跡は、紀元前4300年から紀元前4200年と同定されている。これには紀元前4000年頃に葬られた若い女性（マチルデと呼ばれている）の屈葬墓も含まれる。第2の集落跡はミヒェルスベルク文化のもので、シュヴィーバーディンガー・グループよりも700年から800年ほど新しい。
ローマ人は85年にケルト人の地を征服し、後世の集落を通ってグレムス川の徒渉地に至るローマ街道が建設してその痕跡を遺した。ローマ街道は、その後何世紀にもわたってシュヴィーバーディンゲンの発展に関与し、各時代の最も重要な街道であり、ライン川とドナウ川とを結ぶ主要な連絡路であり続けた。この街道は、特に軍事目的に利用された。ローマ皇帝ハドリアヌスやその軍団が117年から138年までの間にこの街道を通った。ローマ街道沿いにローマの荘園跡が遺されており、考古学的発掘では紀元後1世紀のローマ人の集落跡が見つかっている。

### アレマン人とフランク人
3世紀になるとアレマン人がライン川に至るローマ帝国地域を征服した。この頃、おそらく260年頃に、Suidbert-ingen という名前で現在のこの町にあたる集落が形成された。この名称はアレマン人のジッペ Suidbert に由来する。500年頃にフランク人がアレマン人に勝利した後、後のシュヴィーバーディンゲンの領域は、南東のアレマン人と北西のフランク人との部族境界に位置することとなった。この境界は、キリスト教化後のフランケンのシュパイアー司教区とアレマンのコンスタンツ司教区との教区境と同一である。部族の境界や広域街道に面し、フランドルから黒海やイタリアに至る街道の徒渉地がある交通の要衝にあたるこの場所には、徒渉地を護るという軍事的配慮から村が建設された。
現在のシュヴィーバーディンゲン町内からの様々な出土品が、かつて多くのアレマン人集落があったことを示している。町内東部にあり、14世紀に廃村となったフェーインゲン村が、750年から802年までの間に初めて文献に記録されている。この廃村は2005年に詳細な考古学的調査が行われた。

### 最初の記録
これまでに知られている最初のシュヴィーバーディンゲンに関する文献記録は、1304年のエスリンゲンの土地台帳である。ここには versus Swiebertingen の2モルゲンの耕作地という記述がある。14世紀にヴュルテンベルク伯がこの地域に支配地域を拡大し始めた。ホーエンベルク＝ナゴルト伯ビュルギン・デア・ユンガーも、1321年10月18日にシュヴィーバーディンゲンの教会守護権をヴュルテンベルク伯エーバーハルト高貴伯に売却した。ヴュルテンベルク伯の他に、町の南に拠点を置いていたニッペンブルク家も、1160年に初めて記録された所領を村内に有していた。

### 16世紀から19世紀の争乱の時代

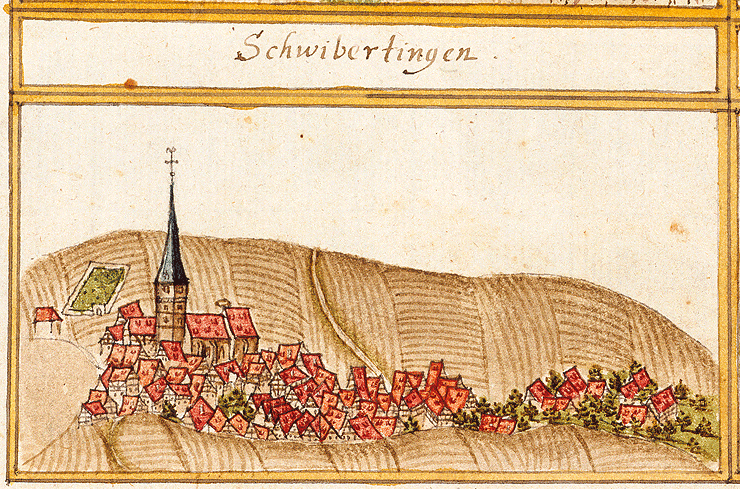
1684年にアンドレアス・キーザーによって作成されたシュヴィーバーディンゲンの絵図

16世紀から17世紀にシュヴィーバーディンゲンは、戦争と疫病に酷く苦しめられた。ペストは3回にわたってこの村を襲った。1584年8月だけで88人が疫病で亡くなった。すでに大幅に減少していた住民達は新たな脅威にさらされた。平時に通行する商人が街道沿いの町に好ましい影響を与えるのと同じく、戦争時に通る軍勢は貧困と苦悩をもたらした。三十年戦争は人口をさらに減少させた。シュヴィーバーディンゲンは略奪と焼き討ちに苦しめられた。この時代、9年間にわたって教会簿に記事がない。聖具室の銘によれば、村は完全にうち捨てられていた。1688年から1707年の間に繰り返されたフランス軍の襲来はさらなる荒廃と経済的損害をもたらした。1707年にヴィラール元帥に率いられたフランス軍が再びライン川を渡って侵入し、6月4日にシュヴィーバーディンゲンに宿営した。2日間の交渉の末、ヴュルテンベルク政府は100万グルデンで国の保全を得た。これはこの町で作成されたシュヴィーバーディンガー協定に文書化されている。
18世紀末直前に再び軍隊がこの町に侵攻してきた。墓地に建つオーストリア司令官ハインリヒ・フォン・パルツァーの墓石がオーストリアとフランスとの戦いを物語っている。おそらくこのオーストリアの後衛部隊は街道とグレムス川徒渉地を護ろうとしていたのであった。
オーバーアムト・マルクグレーニンゲンに属すこの町の住民に犠牲を強いたのは、戦争だけではなかった。頻繁に起こる凶作や分割相続権が、この領邦の住民を貧しくしていった。飢餓や失業が、19世紀のポーランド、ハンガリー、アメリカ合衆国への移住に拍車をかけた。
1806年に建国されたヴュルテンベルク王国の新たな行政制度の発効により、シュヴィーバーディンゲンは1807年にオーバーアムト・ルートヴィヒスブルクに属すこととなった。

### 帝国から第二次世界大戦
19世紀後半からこの町に重要な技術発展が起こった。1878年に上水道が整備された。さらに郵便・電報局が建設された。1900年頃町を通るハウプト通り（メインストリート）が舗装され、すぐに最初の自動車が通行した。シュトローゴイ鉄道の建設によりシュヴィーバーディンゲンは1906年に鉄道に直接接続した。同じ年に電灯が設置され、それまで使われていた石油ランプは撤廃された。
1914年から1918年の第一次世界大戦では約 50人シュヴィーバーディンゲン住民が死亡した。戦後は、1923年までのインフレーションや1929年からの世界恐慌、その後の失業率の急速な上昇の巻き添えとなった。
1933年のナチ党の権力掌握および授権法発効後、町議会は強制的同一化がなされた。しかし町長オイゲン・ヘルマンはその職に残った。また、労働者スポーツ協会シュヴィーバーディンゲンなどの労働運動組織は禁止された。
ナチ時代のヴュルテンベルクの行政改革により、シュヴィーバーディンゲンは1938年に新設されたルートヴィヒスブルク郡に編入された。
1939年から1945年までの第二次世界大戦の戦闘によってかなりの数のシュヴィーバーディンゲン住民が死亡した。71人が死亡、20人が行方不明となった。戦争末期には、特にスポーツグラウンドに設けられていた通信施設を目標として、何度も空爆を受けたが、町自体はわずかな建物の損害だけで切り抜けられた。1928年に建設されたグレムス川の橋は、第二次世界大戦の終末期に退却するドイツ国防軍によって爆破された。1945年4月21日、フランス軍第1軍団が西からこの町に侵入し、さらにルートヴィヒスブルクおよびシュトゥットガルト方面へ進軍していった。その少し後にドイツの降伏により（ドイツにおける）第二次世界大戦は終了した。

### 現代史
第二次世界大戦後、この町はアメリカ管理地区の一部であったため、1945年から新設されたヴュルテンベルク＝バーデン州に属した。1952年に、この州から現在のバーデン＝ヴュルテンベルク州が形成された。
戦争末期から多くの故郷を逐われた人や避難民がシュヴィーバーディンゲンにやって来た。この町は大きく変化した。それまでの農村から、近代的な商工業主体の町に変わった。経済八手に伴い、多くの企業がシュヴィーバーディンゲンを拠点とした。なかでも最大にして財政上最重要な企業が、1963年からこの町にあるロバート・ボッシュ GmbH である。人口は爆発的に増加し、住宅地はゆっくりと町境に近づいていった。2004年に人口は1万人を超えた。2018年現在の人口は、約11,000人である。

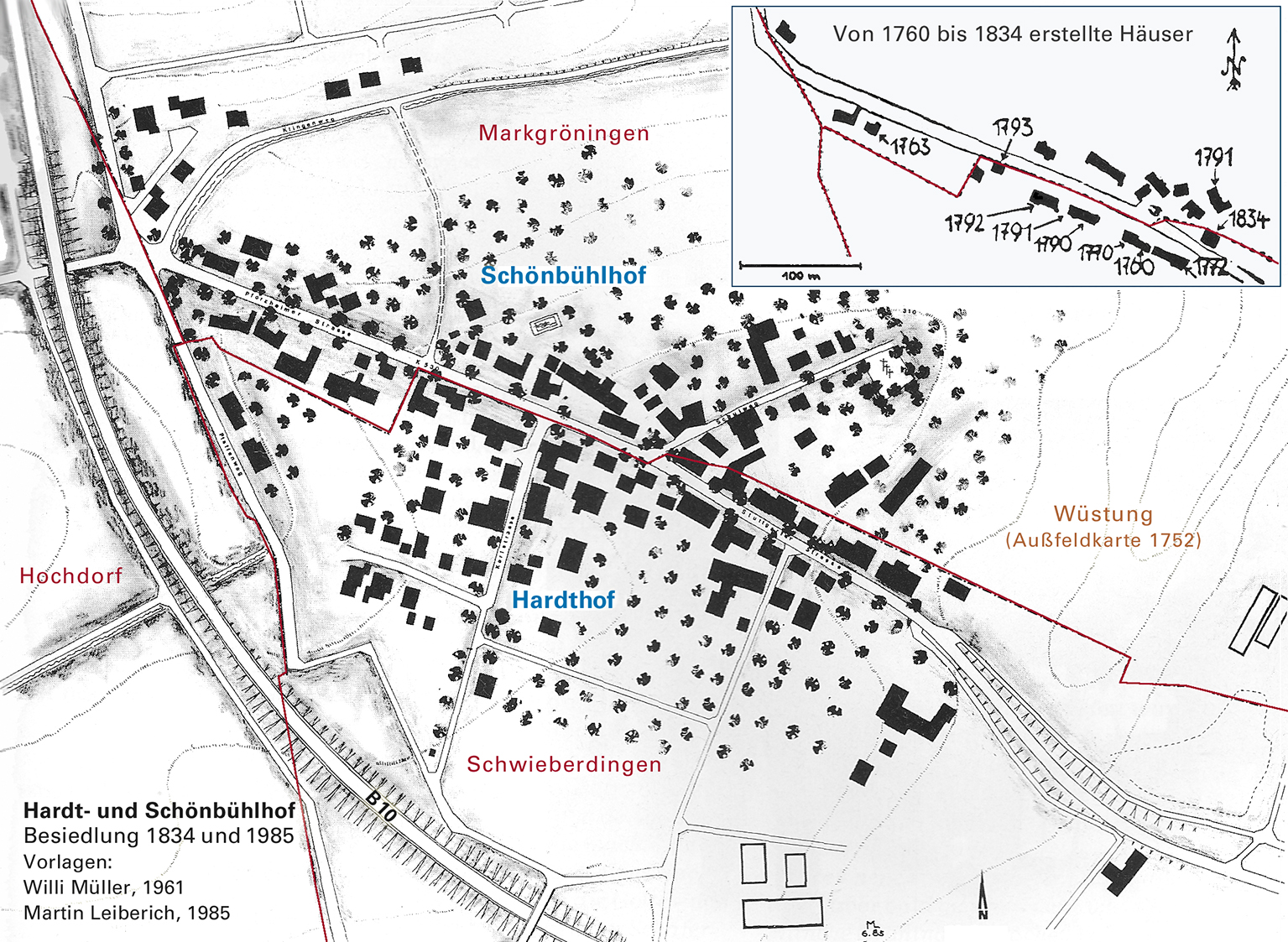
ハルト・ウント・シェーンビュールホーフの市町境

### 地区部
シュヴィーバーディンゲンの町域北西部に位置するハルトホーフは、シェーンビュールホーフとともに小集落を形成している。1760年に、シュヴィーバーディンゲン出身の2人の家族によって当時のハルト・ホーフ（農場）の基礎が築かれた。境を接するシェーンビュールホーフはこれよりも少し新しく、1770年にマルクグレーニンゲンから来た3人の家族によって建設された。
ハルト・ウント・シェーンビュールホーフの共同行政は特殊であり、人口約300人の集落の中、一部は数軒の家の中を、シュヴィーバーディンゲンとマルクグレーニンゲンとの市境が通っている。
この地区の成人した住民達は8年ごとに自分たちの中から、利益代表および代弁者として「アンヴァルト」を選出する。1991年までは終身であったこのアンヴァルトは、所属する2つの親自治体に対して本小集落の利益代表を務める。1797年から存在する「プロトコールブーフ」には、歴代アンヴァルトにより集落の決議、協定、問題点を書き記されている。かつての市町村法では、アンヴァルトに自治権が与えられていた。アンヴァルトは、住民集会を招集し、町議会で主張を行う義務があった。現行の市町村法では、アンヴァルトに関する公式な記述はない。しかし、ハルト・ウント・シェーンビュールホーフでは法的根拠の埒外でこの機能が維持されている。

## 住民

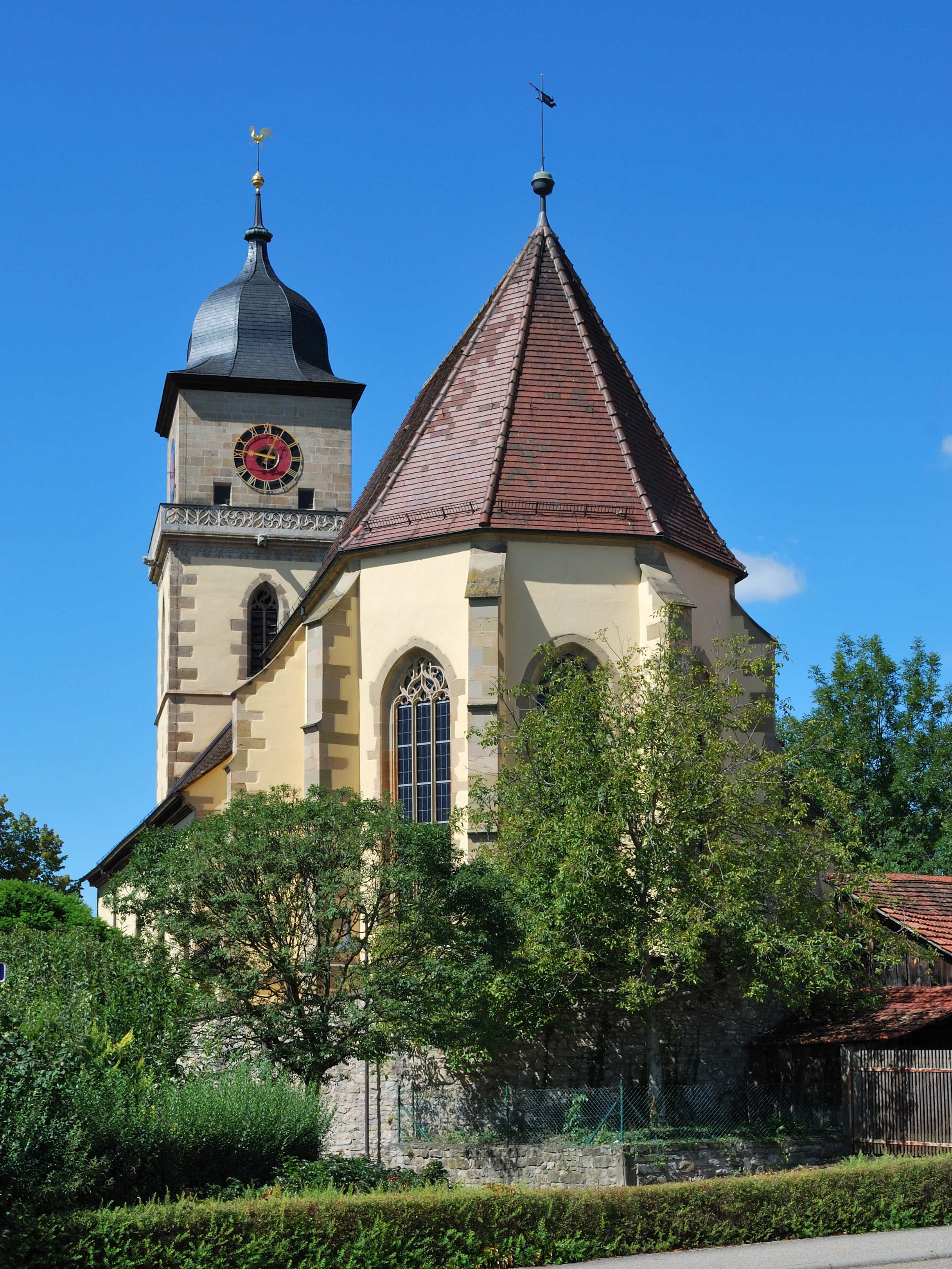
ゲオルクス教会

### 宗教
シュヴィーバーディンゲンは、もともとグレムス川によって分けられるコンスタンツ司教区とシュパイアー司教区との境界に位置していた。この集落自体は、シュパイアー司教区に属していた。ヴュルテンベルク全土がそうであったようにシュヴィーバーディンゲンでも1534年から宗教改革がなされた。その後何世紀もの間この町は専らプロテスタントの町であり、14世紀に建設されたシュヴィーバーディンゲンのゲオルクス教会がこの町の福音主義教会となった。
第二次世界大戦後、旧ドイツ東部領土から追放された多くの人々が流入し、シュヴィーバーディンゲンにカトリック信者が定住した。1945年にはカトリック信者は全住民のわずか 2 % であったが、1950年までに 369人、約 17 % にまで増加した。彼らは当初、ゲオルクス教会で行われる福音主義教会の礼拝に参加していたが、1964年4月4日にカトリックの聖ペテロおよびパウルス教会が完成した。
この二大教会の他に、シュヴィーバーディンゲンには新使徒教会が存在する。

### 人口推移
以下に示す人口は、推定値、人口調査結果、各時点の統計局の公的な研究結果に基づいている。
| 時点   | 人口（人） |
| ------ | ---------- |
| 1550年 | 480        |
| 1634年 | 165        |
| 1657年 | 29         |
| 1661年 | 252        |
| 1763年 | 633        |
| 1820年 | 1,265      |
| 1835年 | 1,335      |
| 1845年 | 1,383      |
| 1860年 | 1,577      |
| 1866年 | 1,381      |

| 時点   | 人口（人） |
| ------ | ---------- |
| 1877年 | 1,361      |
| 1889年 | 1,416      |
| 1900年 | 1,367      |
| 1912年 | 1,281      |
| 1930年 | 1,480      |
| 1935年 | 1,480      |
| 1946年 | 1,650      |
| 1950年 | 2,184      |
| 1955年 | 2,571      |
| 1960年 | 3,382      |

| 時点   | 人口（人） |
| ------ | ---------- |
| 1970年 | 6,065      |
| 1985年 | 9,300      |
| 1995年 | 9,413      |
| 2005年 | 10,773     |
| 2010年 | 11,362     |
| 2015年 | 11,323     |

## 行政

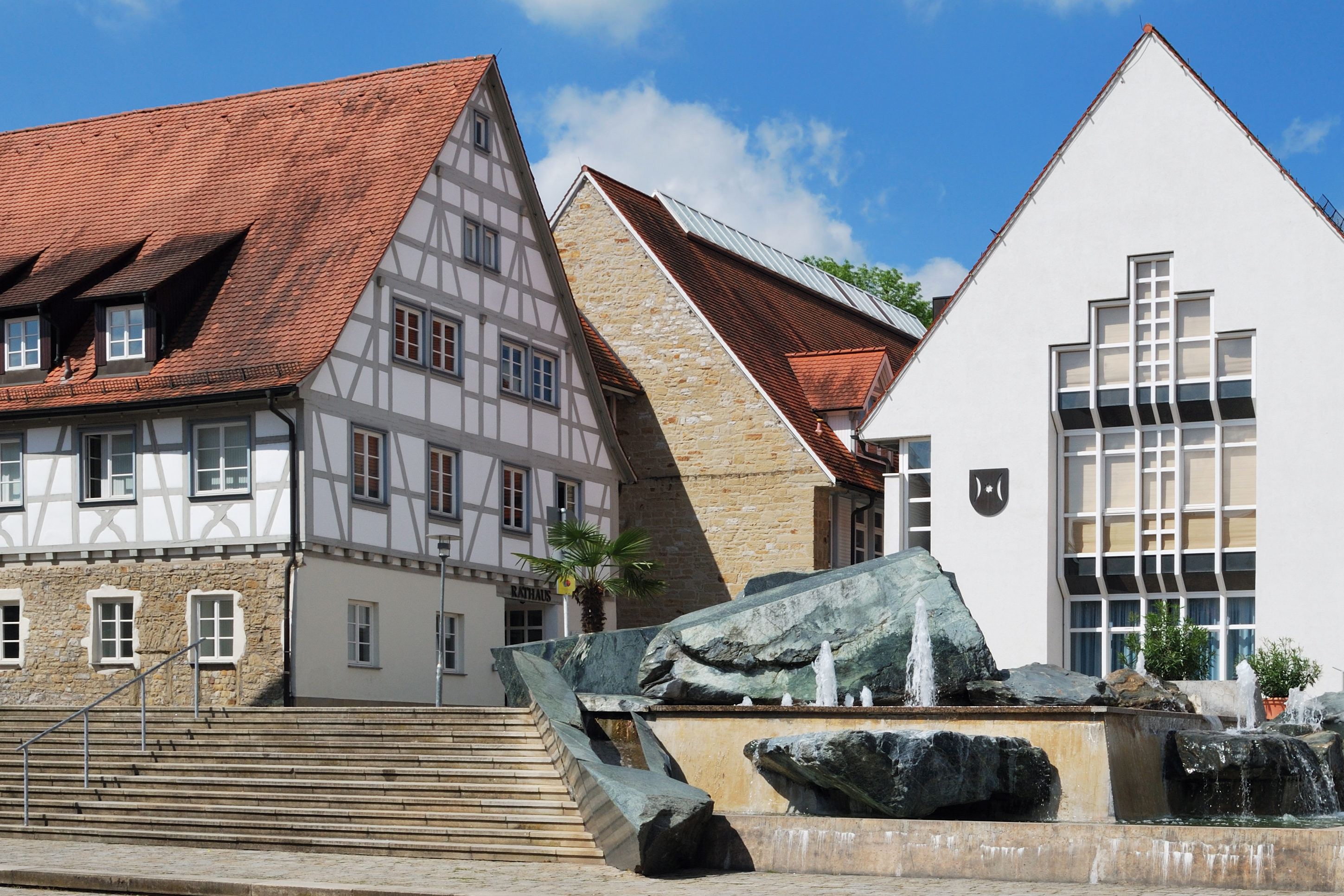
シュヴィーバーディンゲン町役場

### 町議会
シュヴィーバーディンゲンの町議会議員は18議席である。町議会は選出された名誉職の議員と議長を務める町長で構成される。町長は町議会において投票権を有している。

### 首長
1945年以降の歴代町長を列記する:
- 1945年 - 1948年: フリードリヒ・ロートアッカー（委託）
- 1948年 - 1981年: ヘルマン・ブッツァー
- 1981年 - 2013年: ゲルト・シュピーゲル（無所属）
- 2013年 - : ニコ・ラウクスマン (CDU)[5]

### 紋章と旗
図柄: 青地に、8本の突起がある金色の星。その両側に互いに弧を向け合う金色のオオカミの罠。
1859年のオーバーアムト記録には「町の紋章は、2つの向かい合う半月。その間に星がある」と記されている。
この紋章は、おおむね1世紀前に創られた。歴史的資料によれば、ここに描かれているのは半月ではなく、半月状のオオカミの罠のアンカーであり、二重のフックで木の枝に掛けられていたものであることが知られている。オオカミの罠は、かつては狩猟道具として猟師の装備品であり、他の狩猟や漁労用具と同様、中世には紋章の意匠として用いられた。
1980年12月4日、この町はルートヴィヒスブルク郡役場から、黄 - 青の配色の旗を認可された。しかし実際にこの町で使われている旗は、認可されたものとは異なり、青 - 黄の配色である。

### 姉妹自治体
シュヴィーバーディンゲンは、以下の自治体と姉妹自治体関係にある
- ヴォー＝ル＝ペニル（フランス語版、英語版）（フランス、セーヌ＝エ＝マルヌ県）
  - シュヴィーバーディンゲンの最も古い姉妹自治体であるヴォー＝ル＝ペニルは、パリの南東約 40 km に位置する、人口約 10,800人の町である。この2つの町には大きな類似点がある。ヴォー＝ル＝ペニルも第二次世界大戦後の著しい工業発展により新しい形態となった町であり、住民の多くが 40 km 離れたパリへ毎日通勤している。両者の姉妹自治体の基盤となったのは、1980年代の学校、スポーツ、合唱分野での交流である。シュヴィーバーディンゲン町議会議員のヴォー＝ル＝ペニル訪問は、1990年6月に初めて行われた。公式な交流の他に、クラブレベルのパートナーシップや多くの個人的な友好関係が結ばれている。自治体当局の他、フランスやアメリカ合衆国（後述）の姉妹自治体との交流は、シュヴィーバーディンゲン姉妹自治体協会によってコーディネイトされている。
- ベルビディア（英語版）（アメリカ合衆国、イリノイ州）
  - シュヴィーバーディンゲンは大西洋を隔てた友好関係も育てている。クラブレベルでの最初の交流は1987年に遡り、これがシュヴィーバーディンゲンとベルビディアとの姉妹都市関係に発展した。
- グロースハルタウ（ドイツ語版、英語版）（ドイツ、ザクセン州）
  - ドイツ再統一後の1991年にザクセン州グロースハルタウとの最初の交流が持たれた。自治体の姉妹関係締結後、特に消防団が熱心に友好関係を育んだ。シュヴィーバーディンゲンの男性とグロースハルタウの女性との結婚が2005年に初めてなされた。

## 文化と見所

### 博物館

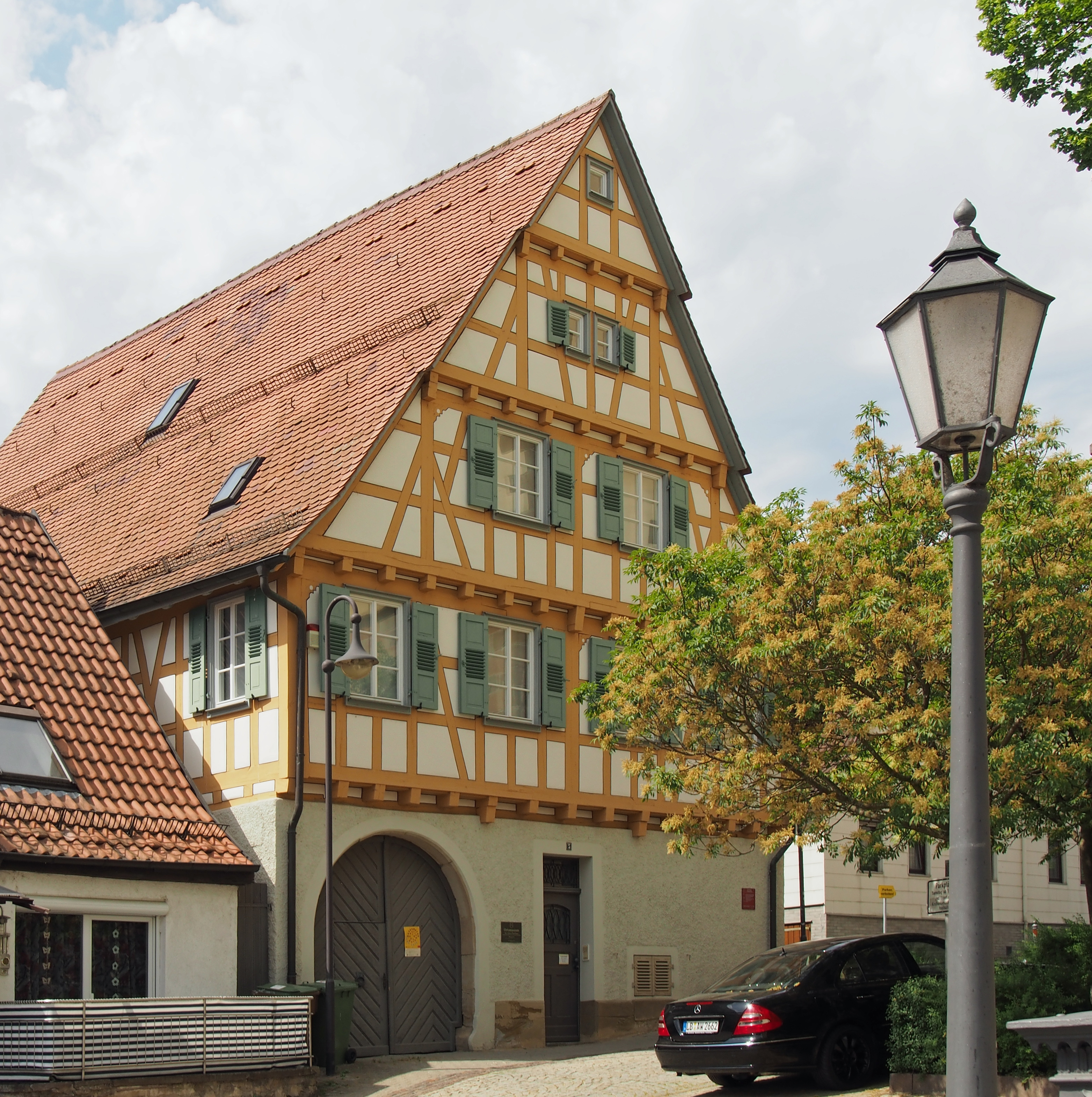
町の博物館が入居している旧牧師館

町の博物館は、ゲオルクス教会の近くに16世紀に建設された旧牧師館に、1991年3月から入居している。大規模な改修後、この郷土博物館は3つのフロアに、1870年から1920年の農具や日常生活用品を展示している。常設展示には、家具、布、手工芸品およびガラスや陶器の多彩な調理用器具が含まれる。さらに遊びや学習をテーマにした展示も行われている。屋根裏階には、19世紀初めの小さく、外観可能な村の模型が展示されている。かつてこの町で盛んに行われた3つの重要な手仕事、家具作り、服飾仕立て、靴作りが手工業会議所に展示されている。さらに完全に復元された鍛冶屋が博物館の中庭に設けられている。
深い、岩に穿たれたケラー（地下ワイン貯蔵庫）には、ワイン造りの町であったシュヴィーバーディンゲンの過去や、伝統的豊かなラム＝ブルワリーが記憶されている。

### 音楽
リーダークランツは、シュヴィーバーディンゲンの最も古いクラブとして1840年に設立され、1848年に現在の名前「ゼンガーブント・シュヴィーバーディンゲン」となった。
3つの異なるカペレに約110人が登録しているシュヴィーバーディンゲン音楽協会は、1925年に設立された。この音楽協会は、1970年代に協会所有の音楽学校を設立した。この学校は1989年に現在のシュヴィーバーディンゲン音楽学校に移行した。
シュヴィーバーディンゲンを本拠地とするシュトローゴイ交響楽団は、1950年に設立された。このオーケストラは、アマチュアミュージシャンの自主組織であり、フレーデーリック・チュミが指揮している。このオーケストラは、伝統的に春に2回のセレナードコンサート、秋に3回のシンフォニーコンサートを行っている。さらに、内外で様々な特別公演を行っている。シュトローゴイ交響楽団はこれまでに、カーン（フランス）、パンプローナ（スペイン）、コヴェントリー（イギリス）で演奏会を開催している。
シュヴィーバーディンゲン音楽学校は、1989年にシュヴィーバーディンゲン町と音楽演奏協会の運営で設立された。当初は、シュヴィーバーディンゲン音楽協会およびシュトローゴイ交響楽団の学生、福音主義トロンボーンコーラスの学生が入学し、音楽早期教育やリコーダー教育のプライベートクラスが設けられた。1989年10月に約 180人が入学した。近隣市町村の音楽指導者が一時的に教鞭を執った後、音楽教師資格者のベルトルト・フスが音楽指導者に就任した。これ以後彼はこの学校を成功裏に指導し、公共生活で無視できない存在となっている。音楽学校は、20か月からの幼児教育もあり、成人に対しても開かれている。音楽演奏協会のために後継者を積極的に育成し、増大していく時代に合った音楽文化の余暇活動の需要に対して、絶えずその機会を拡大している。シュヴィーバーディンゲン音楽学校のモットーは「Music is (y)our first love!」（直訳: 音楽は初恋だ！）である。4つの目標は、「趣味 - 余暇 - 教育 - ケア」と要約できる。

### 建造物

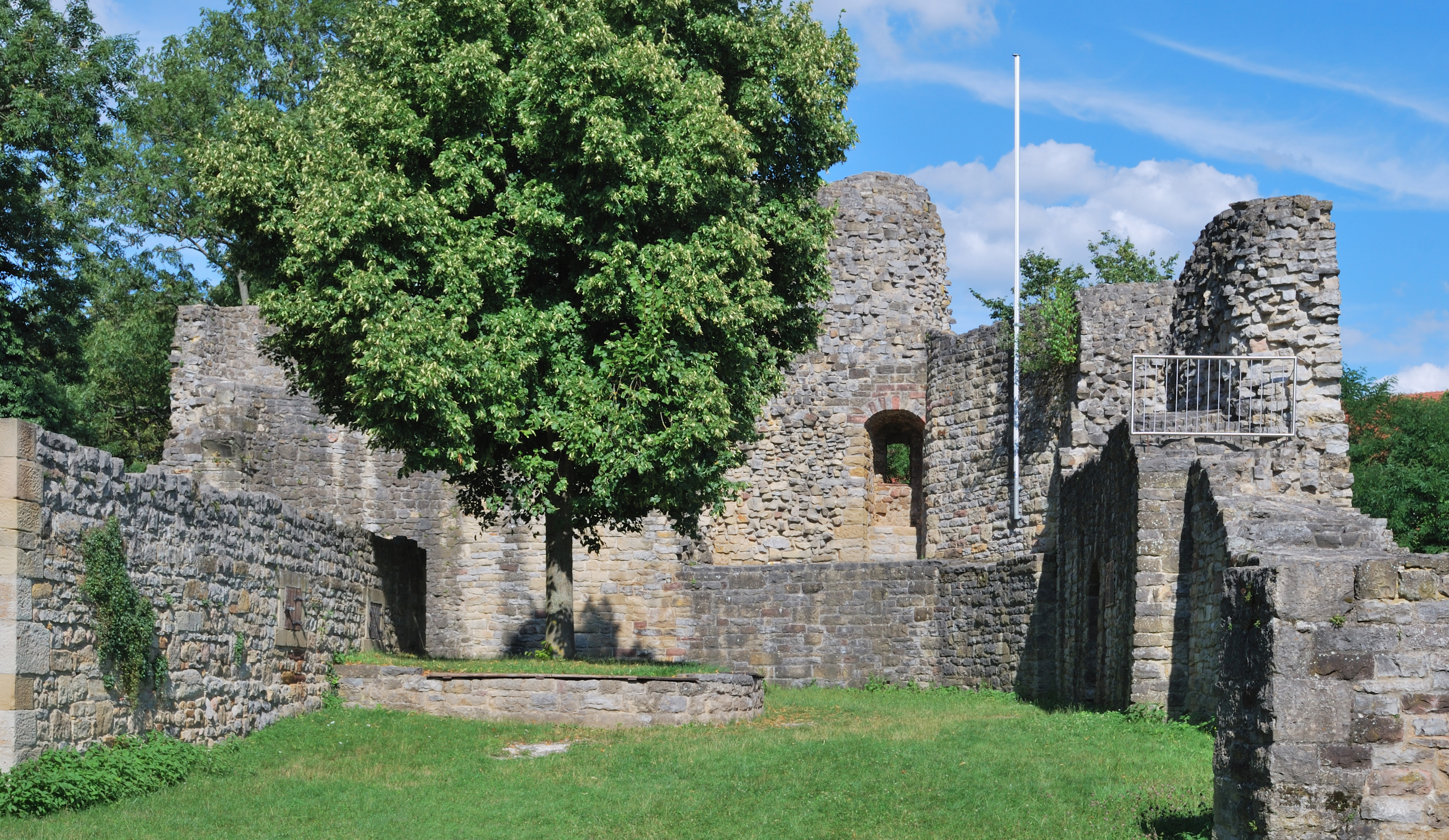
ニッペンブルク城趾

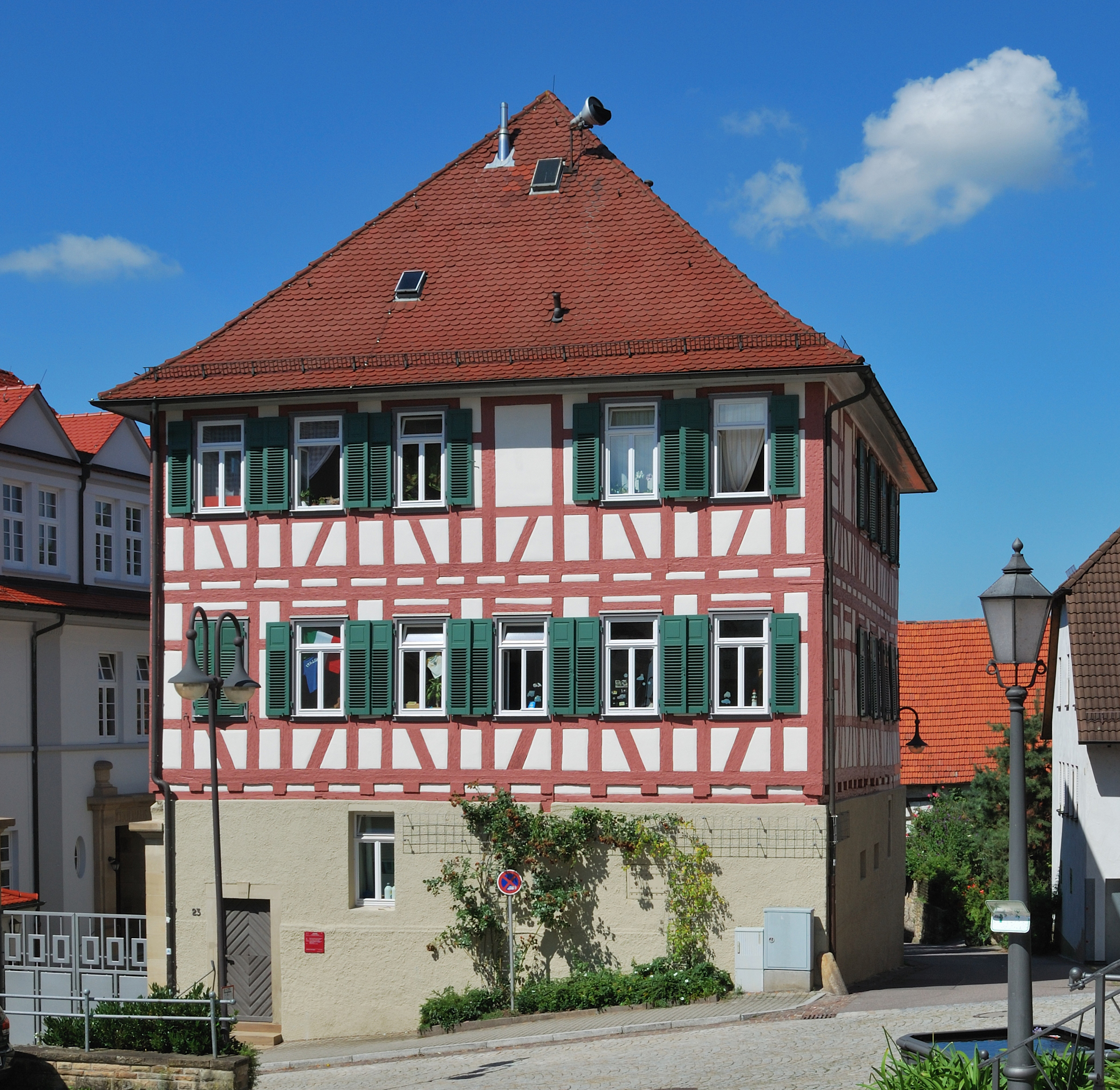
シュレスレ

町のやや南外れにニッペンブルク城趾がある。グレムス川で縁取られた尾根に築かれたこの城砦は、ニッペンブルク領主家が建設したもので、1160年に初めて記録されている。すべての基礎壁が残されているこの城砦施設は、シュトゥットガルト広域圏で現在唯一の例である。
町の中心部にゲオルクス教会がある。この教会は大変保存状態が良い。頑丈な環状壁で囲まれた14世紀建造の防衛教会は、1495年から1498年にルートヴィヒ・フォン・ニッペンブルクが建築家ペーター・フォン・コブレンツに依頼し、後期ゴシック様式で教会を拡張した際に現在の姿となった。高さ 43 m の教会塔は、1515年頃に初めは尖塔型の屋根で建設された。この塔は、落雷で酷い被害に遭い、その上部が1795年に取り壊された。その後再建する際に現在のヘルメット型の屋根を戴く塔になった。
ゲオルクス教会の向かいに建つシュヴィーバーディンゲンの「シュレスレ」（直訳: 小城）は、ニッペンブルク＝ヴァルブルンシュ家の古い領主館である。1773年にヴュルテンベルク公領の宮廷書記官室がこの建物に入居し、フリードリヒ1世王も公子時代や、即位後も時折、この館に滞在した。現在この小城は町の所有となっている。
町の中心部に水城が建っている。何度も改築や転用がなされた結果、かつての住居は納屋や家畜小屋となり、水堀は土砂で埋め立てられたため、この建物はもはや水城の外観を呈していない。現在、この旧水城にはシュヴィーバーディンゲンの町役場が入居している。
建て込んだ土地の外れで、連邦道 B10号線が堂々たる高架橋でグレムス川を渡っている。1962年に建設されたこのグレムスタール橋は、高さ 38 m、長さ 200 m で谷を越える。グレムス川沿いには歴史的なシュトゥンペンミューレ（水車）がある。
1998年に町の中心部にシュヴィーバーディンゲン町民館が完成した。この近代的な建物の中には、町立図書館、町民ホール、協会事務室、音楽学校の事務室と教室、町のオーケストラの練習室が入居している。この文化イベント会場は、年間約 55,000人が訪れるまでに発展した。市民の交流の場としては、15世紀までに建てられた旧ブルックミューレが用いられる。
2004年にフェルゼンベルク＝アレーナが完成した。ここでは、TSV シュヴィーバーディンゲンのサッカーチームがホームゲームを行っている。

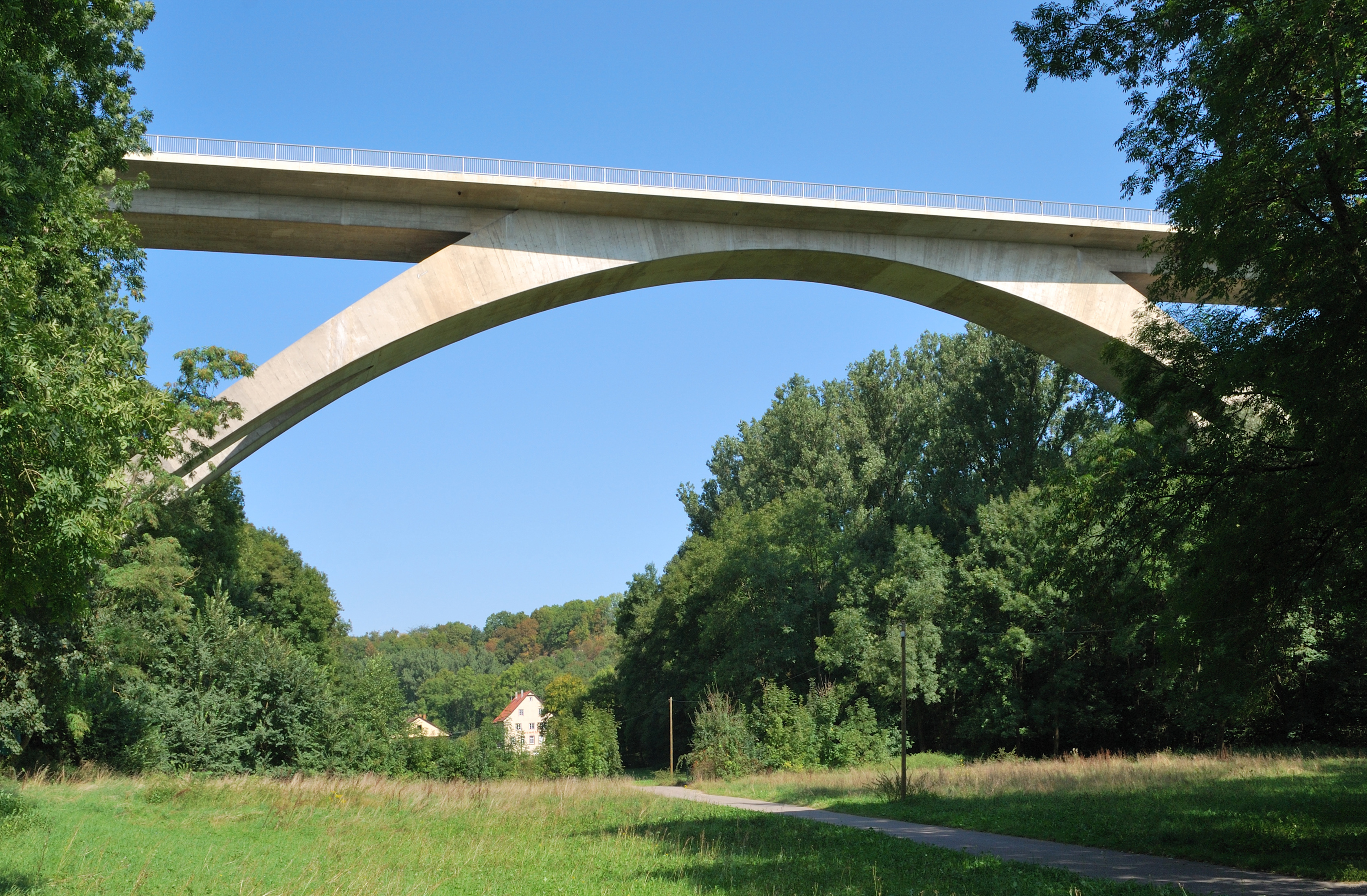
グレムス川に架かる連邦道 B10号線の高架橋
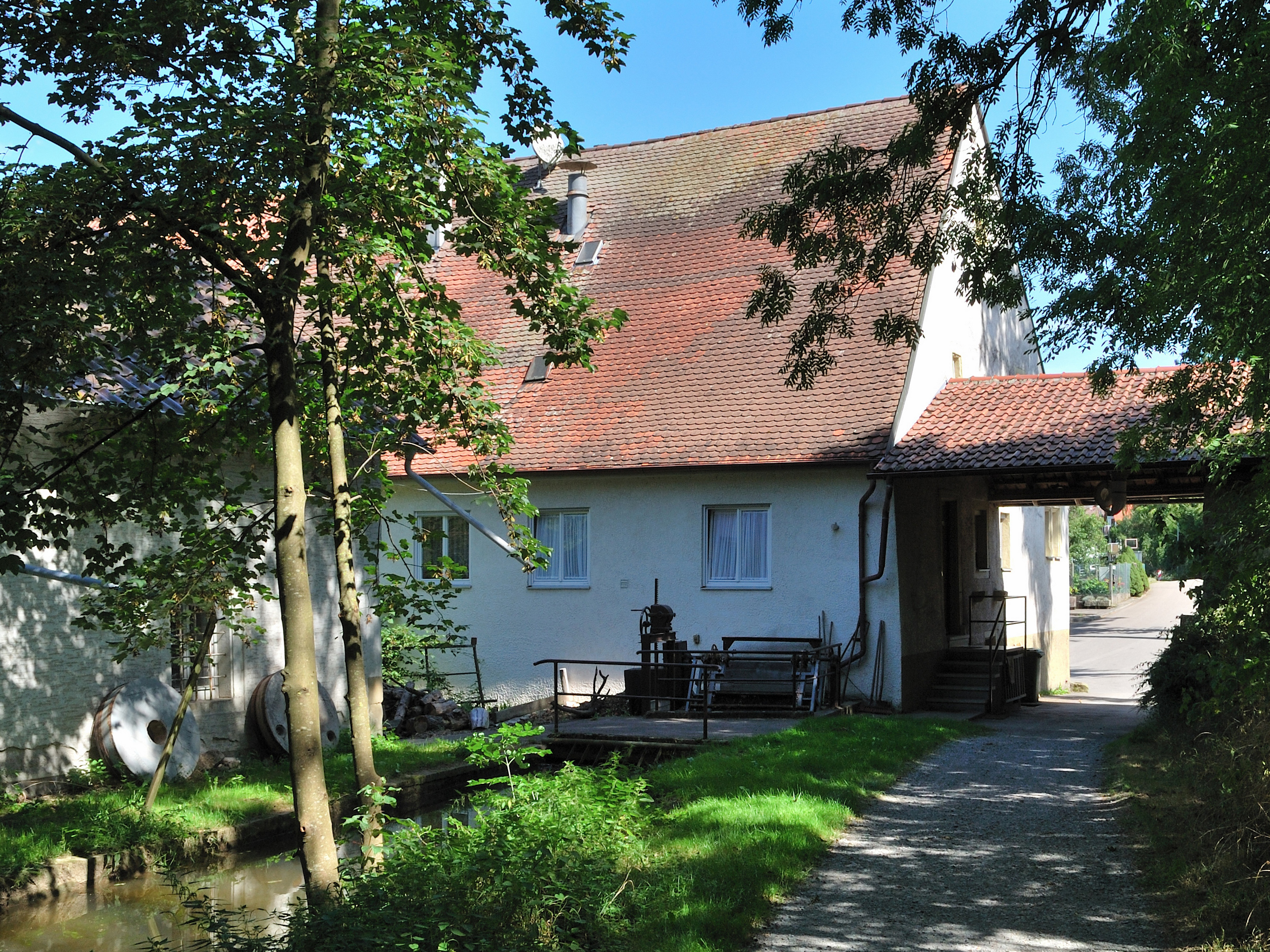
シュトゥンペンミューレ
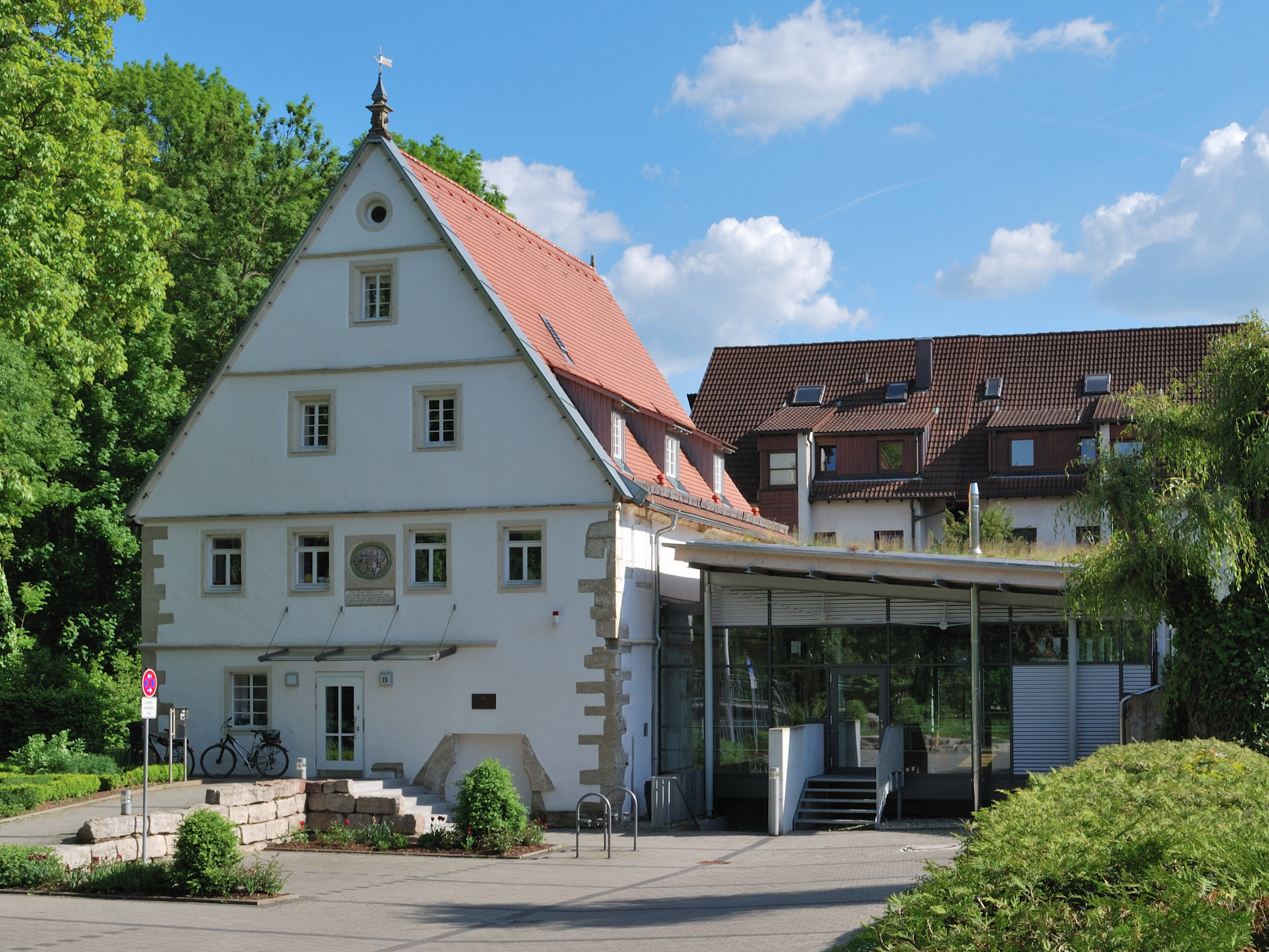
旧ブルックミューレ

### 自然文化財

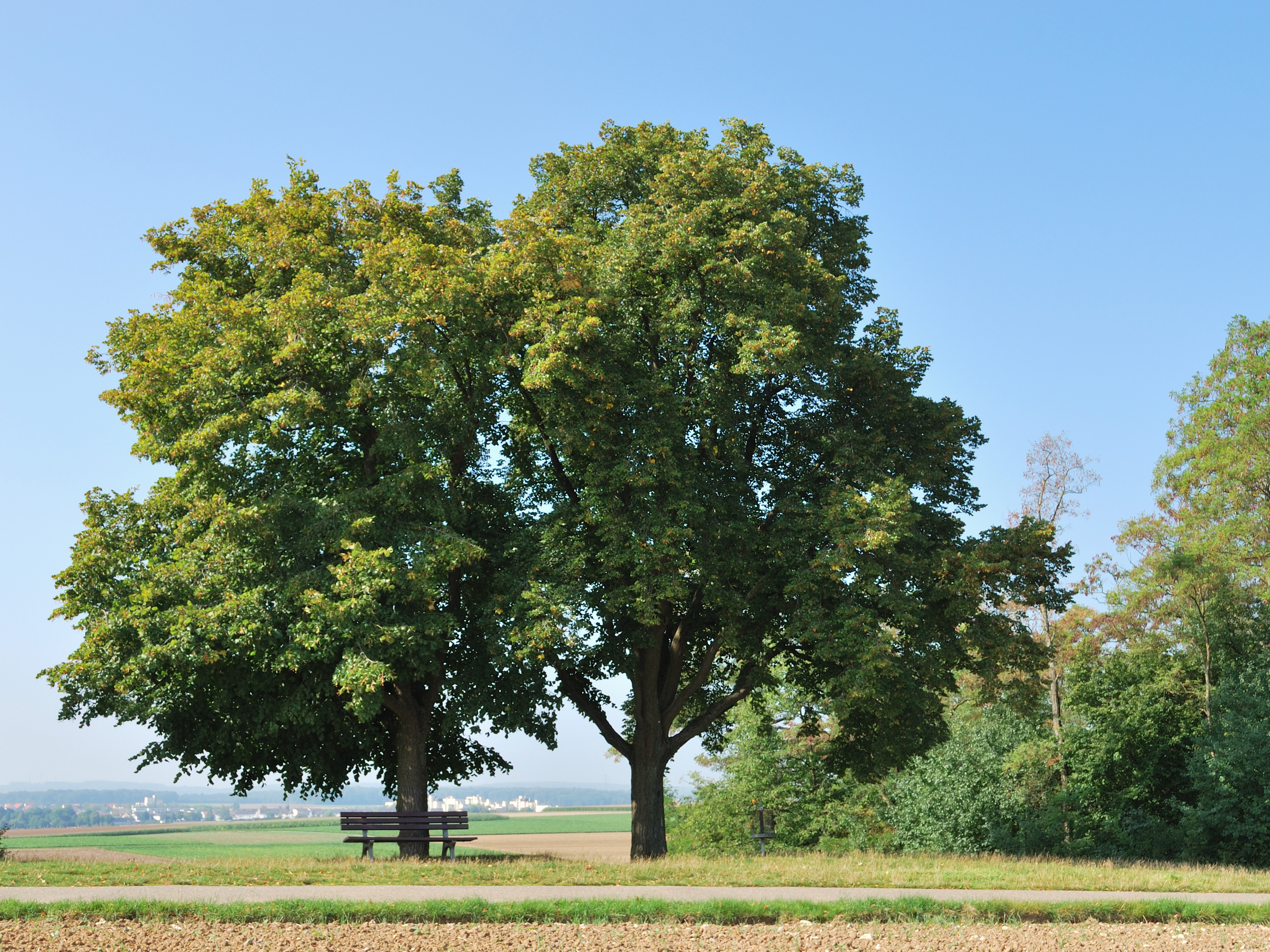
カタリーネンリンデ

グレムスタール、ミュンヒンガー・タール、ニッペンブルク周辺の自然保護区の他、町内には数多くの自然文化財がある。これには、たとえばカタリーネンリンデ、マルクト湿地地区、フェーインガー・キルヒレのポプラ群が含まれる。

### スポーツ

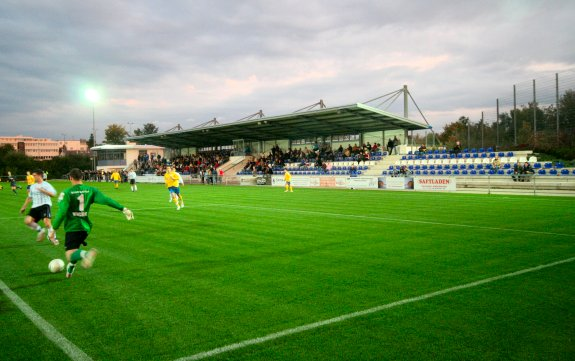
フェルゼンベルク＝アレーナ

シュヴィーバーディンゲンには、約20のスポーツクラブが存在する。最大で最も長い伝統を有するのが、1906年に設立されたTSVシュヴィーバーディンゲンである。TSV の成果の多い、有名なチームは、ブンデスリーガで活動するファウストボールチームや、2007/08年シーズンにオーバーリーガ・バーデン＝ヴュルテンベルクに属したサッカーチームである。この他に広く知られているスポーツクラブとしては、たとえば、テニスクラブ・シュヴィーバーディンゲン、スキーツンフト・シュヴィーバーディンゲン、Kawa-クラブがある。
町には、体育・祝祭ホール、屋内プールのスポーツホール、ファルゼンベルク＝ハレと3つの体育館がある。フェルゼンベルク＝アレーナ周辺のスポーツ施設には、サッカースタジアムの他に、いくつかのトレーニンググラウンド、陸上競技レーンを持つスポーツ広場がある。さらに実科学校の向かいのヘレンヴィーゼンヴェークには陸上競技場がある。屋内プール・シュヴィーバーディンゲンには、スポーツプールと学習用プールがある。
様々な自転車道や遊歩道が通っている。グレムスミューレン自転車道は、グレムスエックからウンターリークシンゲン近郊のグレムス川がエンツ川に注ぐ河口まで 40 km の自転車道である。ホーエンアスペルクからディッツィンゲンまでケルト文化の様々な遺跡をたどる全長 30 km のケルト自転車道もシュヴィーバーディンゲンを通っている。
1987年のツール・ド・フランスは、第4区間にシュヴィーバーディンゲンを通った。シュトゥットガルトからプフォルツハイムまでの全長 71 km の区間で、1987年7月5日に行われ、ベルギーのヘルマン・フリソンが区間優勝した。

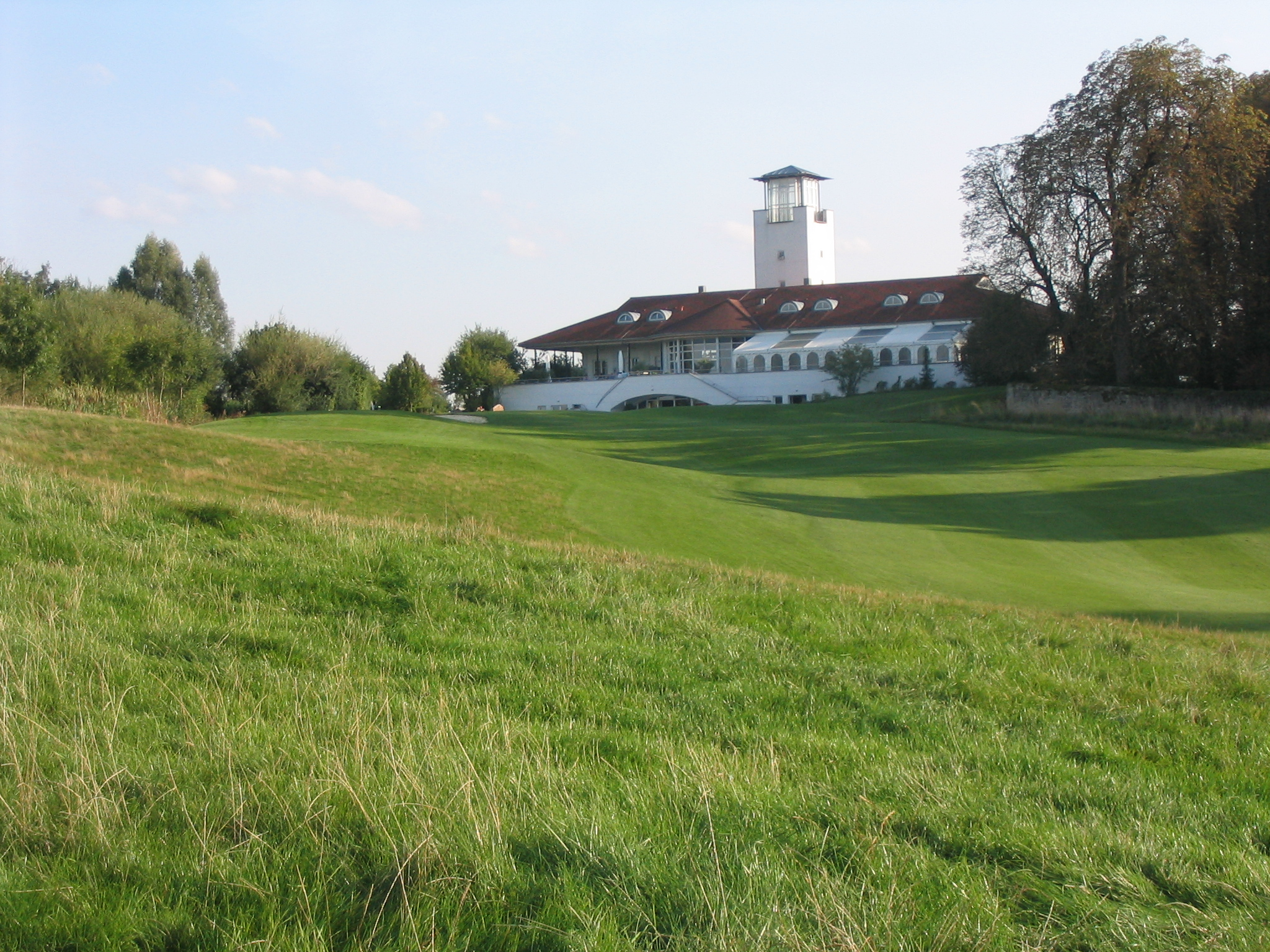
シュロス・ニッペンブルク・ゴルフ場

町の郊外にシュロス・ニッペンブルク・ゴルフ場がある。ドイツでもっとも成功したスポーツ選手の一人であるベルンハルト・ランガーが設計した18ホールのチャンピオン・コースは、1995年から1997年までの3回、ジャーマン・オープンの会場となった。
2008年2月に、テニスの世界ランキング選手トーナメント「クラフス・テニス・グランプリ」がシュヴィーバーディンガー・テニスハレで開催された。

### 年中行事
- 謝肉祭: 毎年「シュモッツィゲンの木曜日」にガーゲルバッハの魔女たちがシュヴィーバーディンゲンの町役場に侵入し、灰の水曜日まで行政業務を引き受ける。
- 聖霊降臨節の週末: Kawa-祭
- 7月: 7月の第3週末に、4日間にわたり音楽協会の音楽祭が駅前祝祭広場で開催される。
- 10月: 毎年収穫祭には、ゲオルクス教会に種、花、実でモザイクが作成され、開基祭の日曜日まで見ることができる。
- 11月: 開基祭の日曜日と「キルベメーディヒ」
- 12月: 音楽協会の定期演奏会
- 第2アドヴェントの日曜日: クリスマスマーケット

## 経済と社会資本

### 交通

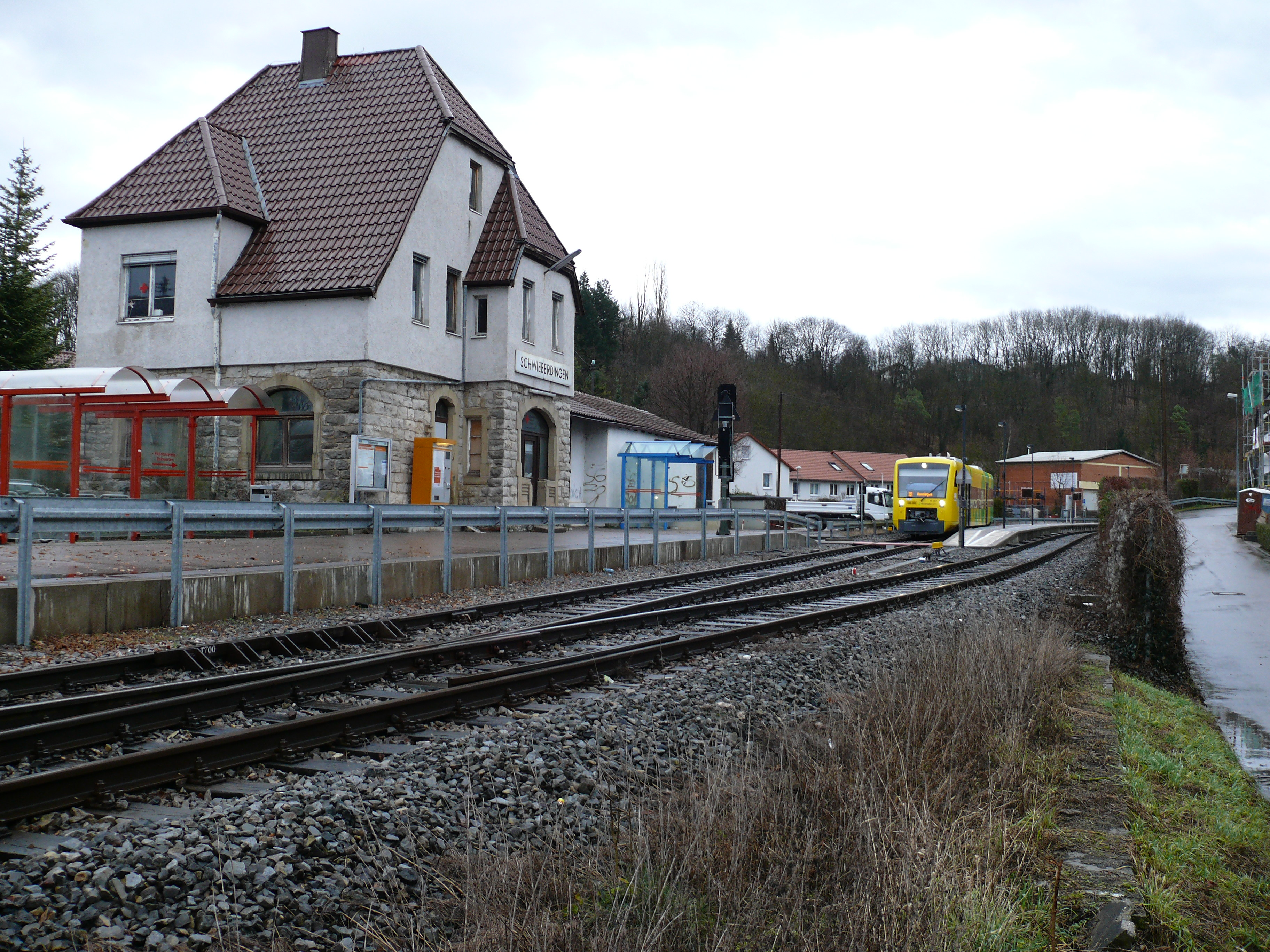
シュヴィーバーディンゲン駅

連邦道 B10号線がシュヴィーバーディンゲンを通っている。このコースはローマ時代からすでにライン川とドナウ川とを結ぶ主要交通路であった。現在は、1962年のバイパス道路建設後は町の中心部を通らず、元の道路の北側を通っている。この道路により、工業地域と住宅地域が分離されている。最寄りのアウトバーンのインターチェンジは、シュヴィーバーディンゲンから約 3 km 南東の A81号線シュトゥットガルト＝ツッフェンハウゼン・インターチェンジである。
シュトローゴイ鉄道は、町の南にあるシュヴィーバーディンゲン駅を通って、コルンタールとハイマーディンゲン（一部の列車はヴァイサハまで）との間を定期的に運行している。また、高速鉄道路線マンハイム - シュトゥットガルト線（ファイインゲン・アン・デア・エンツ経由）がシュヴィーバーディンゲンの北東を通っているが、町内に駅はない。さらにシュヴィーバーディンゲンは、ローカル定期バス路線で結ばれており、シュトゥットガルト交通・運賃同盟に加盟している。現在、計画されているルートヴィヒスブルク・シュタットバーンへの接続が検討されている。
シュトゥットガルト国際空港は、約 25 km 離れたラインフェルデン＝エヒターディンゲンにある。

### 工業と経済
かつて「街道沿いの村」と呼ばれていたシュヴィーバーディンゲンでは、往来の活発な帝国道路・交易路に面し、軍隊や商人が行き交うその立地により、昔は旅館や、鍛冶屋、車屋、鞍屋といった職人が重要な意味を持っていた。また、シュヴィーバーディンゲンは1950年代まで農業が主体であった。
1812年にシュヴィーバーディンゲンで最初の工業系企業「ラム・ブラウエライ」が開設された。ここで生産された「ラム＝ブロイ」は、郡域を超えて広く知られていた。1970年代まで従業員数は約60人に増加し、1時間に16,000本が生産された。この中規模なブルワリー業者は、1981年に大規模ブルワリー「シュトゥットガルター・ホーフブロイ」に買収され、稼働を停止した。
1960年代からシュヴィーバーディンゲンの工業とそれに伴う職場の数は飛躍的に発展した。この町の企業、主に自動車部品工場や運輸会社、には現在、合計 7,740人が雇用されている。この街に住む4,053人の非自営業者のうち、シュヴィーバーディンゲン町内で雇用されているのは 942人だけである。2005年の失業率は約 5 % であった。

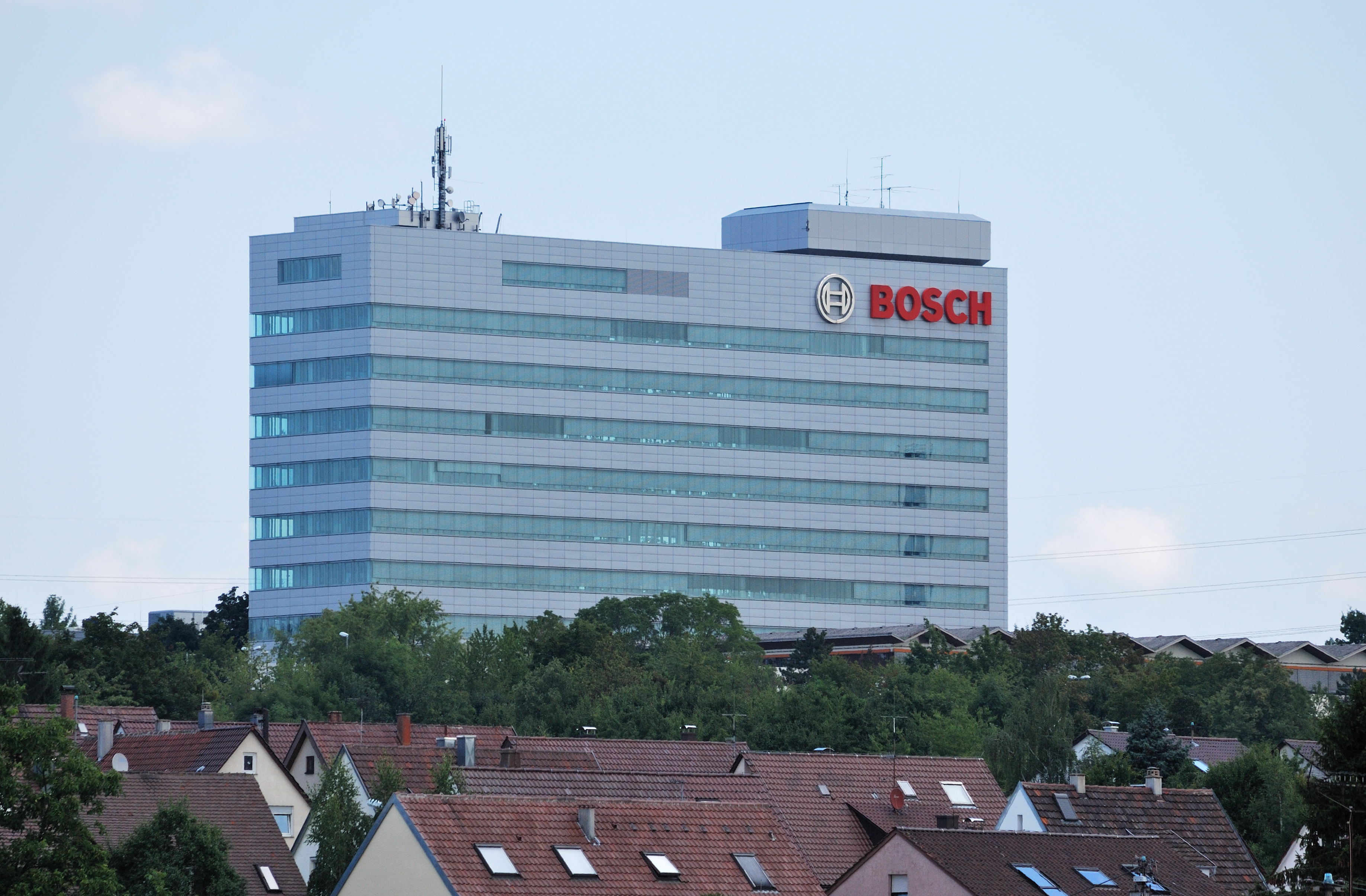
シュヴィーバーディンゲンのロバート・ボッシュの開発センター

1968年からシュヴィーバーディンゲンに原動機付き車両部門の開発センターを置いているロバート・ボッシュ GmbH は約6,300人を雇用するこの町最大の雇用主である。この他の主な地元企業を列記する。
- クノル＝ブレムゼ（有用車両システム）
- シュペディツィオーン・グロース＝フェーネ、シュトゥットガルト（運輸）
- エルヴィン・シュインレ（国際運輸）

2019年4月3日、町は、それまで農地だったシュヴィーバーディンゲンの 15ヘクタールの土地をポルシェが買収する意向であることを発表した。2019年7月14日に住民投票が行われ、57 % が新しい工業地区の建設に賛成した。

### 公共施設
郡立クレーブラット養護ホームの老人・養護ホームが2つある。

### 教育

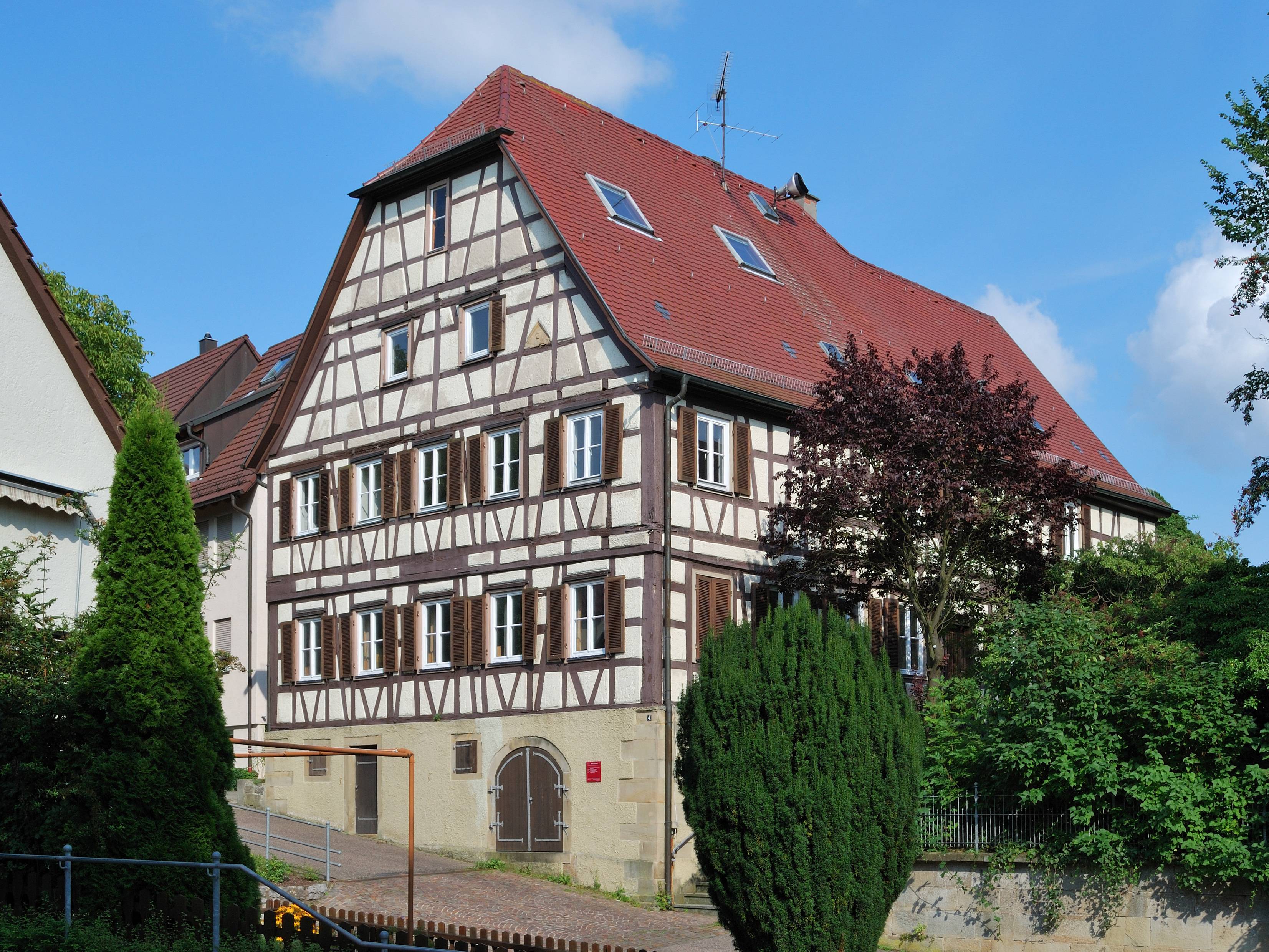
アルテス・シュールハウス

シュヴィーバーディンゲンの学校制度は16世紀にまで遡る。1559年に、現在のルートヴィヒスブルク郡の郡域で2番目の国民学校として、アルテス・シュールハウス（直訳: 旧校舎）が建設された。第一次世界大戦前にはすでにこの建物は手狭になり、1914年に新しい学校が建設された。現在この建物には、アム・ベルク基礎課程学校が入居している。ヘルマン＝ブッツァー＝シューレとして統合された基礎課程学校2校と本課程学校の他、シュヴィーバーディンゲン＝ヘンミンゲン実科学校 (RSSH) がある。最寄りのギムナジウムはマルクグレーニンゲンとコルンタール＝ミュンヒンゲンにある。1989年からこれに加えてあらゆる年齢の住民（隣接するヘンミンゲン、マルクグレーニンゲン、メクリンゲンの住民を含む）に対して門戸を開いているシュヴィーバーディンゲン音楽学校がある。
成人教育については、シュヴィーバーディンゲン市民大学が存在する。

### ライフライン
この町の電量網とガス網は EnBW レギオナル AG が運営している。シュヴィーバーディンゲンの北部では、ボーデン湖水供給会社の水が供給されている。南部では、ボーデン湖水供給会社の水と、地元のヘレンヴィーゼン深層水源からの地元の水が混合されて供給されている。ハルト・ウント・シェーンビュールホーフは、シュトローゴイ水供給会社から水を引いている。塵芥処理は、ルートヴィヒスブルク郡の 100 % 子会社のルートヴィヒスブルク郡塵芥処理会社 (AVL) が行っている。AVLは、ルートヴィヒスブルク郡の委託を受けてゴミの削減、再利用、廃棄といった処理を行っている。

## 人物

### ゆかりの人物
- フリードリヒ1世（1754年 - 1816年）ヴュルテンベルク王。交通の便が良く、素早く伝令を送ったり、返信を得たりすることができるため、7年間にしばしばシュヴィーバーディンゲンのゲオルクス教会の向かいにあるシュレスレに滞在した。
- フリードリヒ・シラー（1759年 - 1805年）詩人。1783年にシュヴィーバーディンゲンの「ツーム・レーヴェン」（直訳: 獅子亭）に宿泊した。この旅館にはカール・マリア・フォン・ウェーバー（1786年 - 1826年、作曲家）やヨハン・フリードリヒ・フラッティヒ（1713年 - 1797年、牧師）もしばしば逗留した。
- マティアス・ザマー（1967年 - ）サッカー選手。VfBシュトゥットガルト監督時代の2004年から2005年にシュヴィーバーディンゲンに住んだ。

## 関連図書
- Susanne Arnold (1998). Dorfsterben … Vöhingen und was davon blieb. Stuttgart: Landesdenkmalamt Baden-Württemberg. ISBN 3-927714-35-6
- Gemeinde Schwieberdingen, ed. Rundgang durch den alten Ortskern von Schwieberdingen
- Willi Müller (1961). Schwieberdingen, das Dorf an der Straße: Grundriß einer Ortsgeschichte. Ludwigsburg: Ungeheuer & Ulmer
- Erwin Sänze (1999). Schwieberdingen: Eine lebendige Gemeinde. Horb am Neckar: Geiger-Verlag. ISBN 978-3-89570-615-8
- Helmut Theurer (1998). Die Nippenburg. Ihre Geschichte und ihre Geschlechter (supple. 2 ed.). Schwieberdingen: Leutrum von Ertingen
- Helmut Theurer (1989). Schwieberdingen und seine Bewohner in alten Bildern. Horb am Neckar: Geiger-Verlag. ISBN 978-3-89264-356-2